# Наачтун
Наачтун (ісп. Naachtún) — руїни міста цивілізації мая в департаменті Петен (Гватемала). Назва перекладається з мови мая як «Далеке каміння».

## Історія
Стародавня назва міста — Масуул. Було утворено в середині докласичного періоду, близько 400 року до н. е. Спочатку було невеличким поселенням. У перших роках нової ери перетворилося на протомісто. Близько I року до н. е. визнало зверхність міста-держави Ель-Мірадор.
Наприкінці докласичного періоду утворилася держава Сууц'. Зуміло пережити період колапсу маянських міст докласичного періоду. Завдяки занепаду міст докласичного періоду, царство Сууц' зуміло піднестися на початку класичного періоду, ставши провідною державою сучасних північного Петену (Гватемала) і південної частини штату Кампече (Мексика).
Тоді стало союзником Теотіуакана. У 379 році війська царства допомагали теотіуаканцям на чолі із Сійах-К'ак'ом підкорити Йашмутуль. Завдяки цьому Масуул на початку існування «Нового порядку» перетворився на провідне місто мая. Лише на початку V століття почав послаблюватися вплив Сууц' на користь Мутульського царства.
Втім економічне піднесення держави і міста тривало з 504 до 762 року. Це відбувалося завдяки гнучкої тактики підтримки сильнішої держави: ще у 486 році потрапило у залежність від Мутульського царства, наприкінці VI — 1-й половини VII ст. визнало зверхність Канульського царства. Наприкінці VII ст., після перемоги Мутуля над Канулєм, ахави Сууц' знову перейшло на бік Мутульської держави.Тоді ж в Канулі затвердилась родинна Масуулу династія (з тим же емблемним ієрогліфом — кажан).
З 770-х років поступово відбулося послаблення економічної могутті та політичної ваги Сууц' в області мая. Процес занепаду прискорився з 830-х років. До 900 року місто Масуул було остаточно залишено.

## Опис
Розташовано у північній частині Гватемали, у північно-східній частині басейну Мірадор, в долині річки Паішбан, на відстані 44 км на південний схід від Калакмула, 65 км на північ від Тікаля. Має 40 км в діаметрі.
За своєю архітектурою відповідає «стилю Петен». Разом з тим помітний вплив окремих стилів Тікаля і Калакмула. Ритуально-адміністративний центр зведено в дусі Тікаля, житлові будинки знаті Наачтуна збудовано за прикладом Калакмула. Загальна кількість будівель, виявлених натепер, складає 44.
Ритуальний центр становить 20 га, складається з центральної площі, декілько великих пірамід з храмами. Поруч розташовано акрополь (місце перебування ахавів), що був пов'язаний з головною сакбе. Трохи далі були знайдені 2 майданчики для у м'яч.
Написи на монументах Наачтуна охоплюють період з 486 (стела 10) до 790 року, на яких йдеться про сімейні стосунки, військові справи, поховальні обряди. З них присвячено 10-річчю 4 стели, ще 4 стели — к'атуну. Виявлено 40 різьблених стел, більшість з яких відноситься до ранньокласичного періоду. Цікавою є стела 26, що засвідчує вагому роль жінок у суспільстві мая. На стелі 1 виявлено емблевний ієрогліф. Вівтар 5 є останнім монументом Наачтуна з написом про поховальний обряд знатної жінки за участю ахавів Тікаля і Наачтуна. Також знано про 21 гладеньку стелу.

## Історія досліджень
Руїни виявив у 1922 році дослідник Сильваніус Морлі під час 6-ї експедиції Інституту Карнегі (США). Саме він надав сучасне ім'я археологічній пам'ятці. У 1933 році фахівці з Інституту Карнегі продовжили розкопки в Наачтуні.
У середині 1990-х Миколай Грубе розшифрував емблемний ієрогліф Наачтуна — Масуул.
У рамках археологічного проекту Наачтун здійснювалося дослідження на чолі із Кетрін Різ-Тейлор з університету Калгарі (Канада) і Мартіном Ранжелом Гільєрмо з університету Сан-Карлос (Гватемала).